# Джаспер (Міссурі)
Джаспер (англ. Jasper) — місто (англ. city) в США, в окрузі Джеспер штату Міссурі. Населення — 906 осіб (2020).

## Географія
Джаспер розташований за координатами 37°20′8″ пн. ш. 94°18′10″ зх. д. / 37.33556° пн. ш. 94.30278° зх. д. (37.335665, -94.302795).  За даними Бюро перепису населення США в 2010 році місто мало площу 2,92 км², з яких 2,87 км² — суходіл та 0,05 км² — водойми.

## Демографія
Згідно з переписом 2010 року, у місті мешкала 931 особа в 365 домогосподарствах у складі 247 родин. Густота населення становила 318 осіб/км².  Було 447 помешкань (153/км²).
Расовий склад населення:
| - 97,0 % — білих - 0,5 % — азіатів - 0,3 % — чорних або афроамериканців - 0,2 % — корінних американців |

До двох чи більше рас належало 1,9 %. Частка іспаномовних становила 0,5 % від усіх жителів.
За віковим діапазоном населення розподілялося таким чином: 25,8 % — особи молодші 18 років, 60,8 % — особи у віці 18—64 років, 13,4 % — особи у віці 65 років та старші. Медіана віку мешканця становила 36,7 року. На 100 осіб жіночої статі у місті припадало 100,2 чоловіків;  на 100 жінок у віці від 18 років та старших — 99,1 чоловіків також старших 18 років.
Середній дохід на одне домашнє господарство  становив 56 103 долари США (медіана — 33 155), а середній дохід на одну сім'ю — 45 280 доларів (медіана — 35 375). За межею бідності перебувало 23,4 % осіб, у тому числі 33,1 % дітей у віці до 18 років та 18,8 % осіб у віці 65 років та старших.
Цивільне працевлаштоване населення становило 439 осіб. Основні галузі зайнятості: виробництво — 27,3 %, освіта, охорона здоров'я та соціальна допомога — 14,8 %, роздрібна торгівля — 13,7 %.